# Michael S. Brown
Michael S. Brown, född 13 april 1941 i Brooklyn i New York, är en amerikansk genetiker. Han tilldelades Nobelpriset i fysiologi eller medicin tillsammans med Joseph L. Goldstein 1985 för deras upptäckter om kolesterolmetabolismen, att LDL cirkulerar runt i blodet och binder fritt kolesterol.
År 1985 tilldelades han Albert Lasker Basic Medical Research Award.

## Biografi
Brown var son till Evelyn, hemmafru, och Harvey Brown, textilförsäljare. Han började sin utbildning vid Cheltenham High School (Wyncote, Pennsylvania) och utexaminerades från University of Pennsylvania 1962. Han tog där senare sin doktorsexamen vid University of Pennsylvania School of Medicine 1966.

### Vetenskaplig karriär
Brown flyttade till University of Texas Health Science Center i Dallas, nu UT Southwestern Medical Center, där han tillsammans med sin kollega Joseph L. Goldstein forskade om kolesterolmetabolism och upptäckte att mänskliga celler har receptorer av lågdensitetlipoprotein (LDL) som extraherar kolesterol från blodomloppet. Bristen på tillräckliga LDL-receptorer medverkar till i familjär hyperkolesterolemi, som kraftigt predisponerar för kolesterolrelaterade sjukdomar. Förutom att förklara den underliggande patologin av denna sjukdom, visade deras arbete en grundläggande aspekt av cellbiologi - receptormedierad endocytos. Deras resultat ledde till utvecklingen av statinläkemedel, kolesterolsänkande föreningar.
Efter dessa viktiga framsteg kunde deras team av forskare klarlägga rollen av lipid modifiering av proteiner (proteinprenylation) i cancer. År 1984 tilldelades han Louisa Gross Horwitz-priset från Columbia University tillsammans med Joseph L. Goldstein. År 1988 fick Brown den nationella vetenskapsmedaljen för sina bidrag till medicinen.
År 1993 renade deras praktikanter Xiaodong Wang och Michael Briggs sterolreglerande elementbindningsproteiner (SREBPs). Sedan 1993 har därefter Brown, Goldstein och deras kollegor beskrivit de oväntat komplexa mekanismerna genom vilka celler upprätthåller de nödvändiga nivåerna av fetter och kolesterol inför olika miljöförhållanden.
Brown innehar W. A. (Monty) Moncrief Distinguished Chair in Cholesterol and Arteriosclerosis Research. Han är regentprofessor vid University of Texas där han innehar Paul J. Thomas stol i medicin. Brown, som ofta nämns som kandidat för nationellt framträdande befattningar inom vetenskaplig administration, väljer emellertid, liksom hans kollega Joseph L. Goldstein, att fortsätta sitt praktiska engagemang i forskning och leda ett forskarlag som vanligtvis engagerar ett dussin doktorand- och postdoktorala praktikanter. 
Brown är också med i den prestigefyllda Prix Galien US Committee som "fastställer de tekniska, vetenskapliga och kliniska forskningsfärdigheter som krävs för att utveckla innovativa läkemedel". Invigningen av Prix Galien i USA, motsvarigheten till Nobelpriset på detta område, ägde rum i september 2007, och vinnarna valdes ut av en framstående vetenskaplig och lärd kommitté som inkluderade sju Nobelpristagare, varav Brown var en.

## Utmärkelser och hedersbetygelser
Brown har tilldelats ett antal priser och hedersbetygelser såsom 
- 2016 - Keynote Speaker at the Congress of Future Medical Leaders
- 2011 - Stadtman Distinguished Scientist Award, American Society for Biochemistry and Molecular Biology[27]
- 2007 - Builders of Science Award, Research!America[28]
- 2005 - Woodrow Wilson Award for Public Service[29]
- 2005 - Herbert Tabor Award, American Society for Biochemistry and Molecular Biology[30]
- 2003 - Albany Medical Center Prize[31]
- 2002 - Kober Medal, Association of American Physicians[32]
- 1999 - Warren Alpert Foundation Prize, Harvard Medical School[33]
- 1991 - Elected a Foreign Member of the Royal Society (ForMemRS)[34]
- 1988 - National Medal of Science[35]
- 1986 - Golden Plate Award of the American Academy of Achievement[36]
- 1985 - Nobel Prize I fysiologi eller medicin
- 1985 - Albert Lasker Award for Basic Medical Research[37]
- 1985 - William Allan Award, American Society of Human Genetics[38]
- 1984 - Louisa Gross Horwitz Prize
- 1981 - Gairdner Foundation International Award[39]
- 1980 - elected member of the National Academy of Sciences[40]
- 1979 - Lounsbery Award, U.S. National Academy of Sciences[41]
- 1978 - Passano Award, Johns Hopkins University[42]
- 1976 - Pfizer Award in Enzyme Chemistry, American Chemical Society[43]
- 1974 - Heinrich Wieland Prize